# Codex Sinaiticus

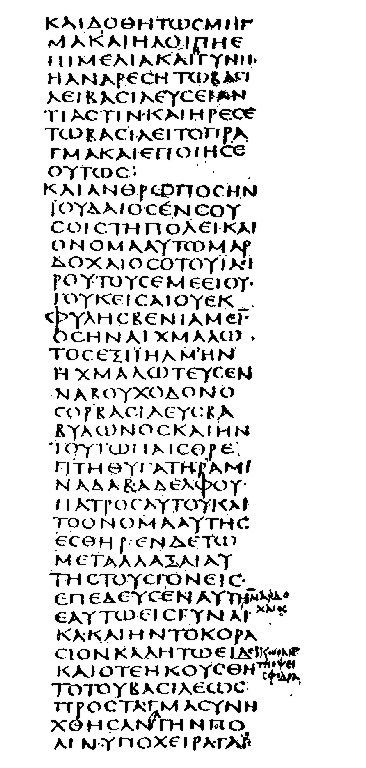
Un fragmento del Codex Sinaiticus, que contiene el Libro de Ester.

El Códice Sinaítico, o Codex Sinaiticus (Londres, Biblioteca Británica, Add. 43725; Gregory-Aland n.º א (Aleph) o 01), es un manuscrito uncial del siglo IV de la versión griega de la Biblia, escrito en scriptio continua entre los años 330 y 350. Originalmente contenía la totalidad de ambos Testamentos, pero solo han llegado hasta nuestros días trozos de la Septuaginta, la totalidad del Nuevo Testamento, la Epístola de Bernabé y fragmentos de El Pastor de Hermas (lo que sugiere que estos últimos dos textos podrían haber sido considerados parte del canon bíblico por los editores del codex). Junto con el Codex Alexandrinus y el Codex Vaticanus, el Codex Sinaiticus es uno de los manuscritos de mayor valor para la crítica textual del Nuevo Testamento en su versión griega, al igual que la Septuaginta. En la mayor parte del Nuevo Testamento, el Codex Sinaiticus está de acuerdo con el Codex Vaticanus y con el Codex Ephraemi Rescriptus, confirmando un tipo de texto alejandrino; sin embargo, en Juan, muestra mayor coincidencia con el Codex Bezae (que tiene mayores similitudes con un tipo de texto occidental). Un ejemplo destacable de concordancia entre los textos del Sinaiticus y del Vaticanus es que ambos omiten la expresión «sin causa» en Mateo 5:22.

## Descripción
El codex consiste de un total de 346½ Folio (hoja)s, escritos en cuatro columnas. De estos, 199 corresponden al Antiguo Testamento; y 147½, al Nuevo Testamento y a los otros dos libros, la Epístola de Bernabé y parte de El pastor de Hermas. Los libros del Nuevo Testamento están ordenados de la siguiente manera: los cuatro Evangelios, las Epístolas de Pablo, los Hechos de los Apóstoles, las Epístolas generales y el Apocalipsis.

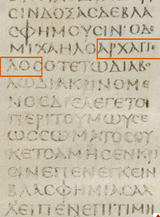
Un trozo del Codex Sinaiticus, conteniendo el Epístola de Judas.

Poco se sabe de su historia previa. Se especula que pudo haber sido escrito en Egipto y a veces se lo asocia con las cincuenta copias de la Biblia que fueran encargadas por el emperador romano Constantino luego de su conversión al Cristianismo.
Un estudio paleográfico realizado en el Museo Británico en 1938 descubrió que el texto había sufrido numerosas correcciones. Las primeras correcciones fueron realizadas por varios escribas antes de que el manuscrito saliera del scriptorium. Hacia el siglo VI o VII se realizaron numerosas alteraciones, el colofón al final del libro de Esdras y Ester indica que la fuente de dichas alteraciones era «un manuscrito muy antiguo que había sido corregido por el santo mártir Pánfilo» (martirizado en 309). De ello se concluye, que ha estado en Cesarea Marítima en los siglos VI o VII. Permanece sin corrección el iotacismo pervasivo, especialmente del diptongo ει.
El texto griego de este códice es una representación del tipo textual alejandrino. Kurt Aland lo ubicó en la Categoría I.

### Huecos
Antiguo Testamento
- Génesis 23,19 - 24,46 — fragmentos
- Números 5,26 - 7,20 — fragmentos
- I Crónicas 9,27 - 19,17
- Esdras-Nehemías (desde Esdras 9,9).

Nuevo Testamento

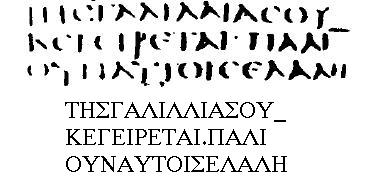
Juan 7,52-8,12, sin la perícopa 7,53-8,11 en Sinaiticus.

- Evangelio de Mateo 12,47; 16,2b-3; 17,21; 18,11; 23,14; 24,35;
- Evangelio de Marcos 7,16; 9,44; 9,46; 11,26; 15,28; 16,9-20;
- Evangelio de Lucas 17,36
- Evangelio de Juan 5,4; 7,53-8,11 (ver la imagen de Juan 7,52-8,12, sin la perícopa 7,53-8,11); 16,15; 20,5b-6; 21,25;
- Hechos de los apóstoles 8,37; 15,34; 24,7; 28,29;
- Epístola a los romanos 16,24.

Frases omitidas
- Mateo 6,13 — οτι σου εστιν η βασιλεια και η δυναμις και η δοξα εις τους αιωνας. αμην "Tuyo es el Reino, tuyo el poder y la Gloria, Eternamente. Amén.".
- Mateo 10,39a — ο ευρων την ψυχην αυτου απολεσει αυτην, και "Quien encuentre su alma, la perderá, y...".
- Marcos 6,11b — αμην λεγω υμιν "En verdad os digo."
- Marcos 10,7b — και προσκολληθησεται προς την γυναικα αυτου "... y se unirá a su mujer."
- Lucas 9,55b-56a — και ειπεν, ουκ οιδατε ποιου πνευματος εστε υμεις, ο γαρ υιος του ανθρωπου ουκ ηλθεν ψυχας ανθρωπων απολεσαι αλλα σωσαι "...y dijo: No sabéis de qué espíritu sois; porque el hijo del hombre no ha venido para perder las almas, sino para salvarlas."
- Juan 8,6b-8a — μη προσποιουμενος "...sin que prestara atención." y εγκυπτων κατω "inclinándose hacia abajo."

## Importancia textual
El Codex Sinaiticus es uno de los manuscritos más importantes de la crítica textual. Fue consultado por Tischendorf, que realizó su descubrimiento en 1844 en el Monasterio de Santa Catalina, en el monte Sinaí. Hasta el momento de su descubrimiento se consideraba que el Codex Vaticanus era el manuscrito bíblico griego más antiguo, pero la existencia del Codex Sinaiticus revolucionó la filología y la crítica textual. Gran parte de los fragmentos rescatados y preservados de este manuscrito se encuentran en la Biblioteca Británica.
El hallazgo de Tischendorf se convirtió en la base para muchas ediciones modernas de la Biblia, aunque se han observado discrepancias y posibles cambios en comparación con otros manuscritos. Por ejemplo, en 1 Timoteo, la Versión Reina-Valera 1960 dice: 

"Dios fue manifestado en carne,"

, mientras que el códice sinaítico dice 

"El cual fue manifestado en carne."

. Algunos expertos sugieren que esto podría ser un error de copista.
Un ejemplo se encuentra en 1 Timoteo. La Versión Reina-Valera 1960 dice: 

"Dios fue manifestado en carne,"

 en contraste con lo que dice el códice sinaítico: 

"El cual fue manifestado en carne."

¿Cuál de las dos lecturas es la correcta?.
Si la primera lo es, el texto además de tener sentido estaría de acuerdo con la idea sostenida por el apóstol Pablo y por los demás apóstoles de que Jesús era Dios en carne. Pero el manuscrito que encontró Tischendorf dice OC (griego) palabra que se traduce como El cual o Quien, no dejando en claro el sujeto del que se está haciendo referencia en el texto, haciéndolo no solamente perder sentido sino también gramaticalmente incorrecto. Por lo que probablemente se trate de un error cometido por un escriba quien había cambiado por accidente el vocablo para que leyera El cual (OC), en lugar de Dios (ΘC).
Otro ejemplo, se encuentra en el relato del evangelio según Juan dónde se habla acerca de una mujer adúltera a quien sus acusadores estaban a punto de apedrear, y que informa que Jesús dijo:

'El que esté sin pecado arroje la primera piedra'

El relato no aparece en el Códice Sinaítico así como tampoco en algunos manuscritos antiguos. Si bien le podría pertenecer al mismo autor, se considera que es de otras fuentes. La hipótesis que cobra mayor fuerza es que sea de Lucas, dado que fue aceptado universalmente. El relato es considerado como divinamente inspirado por el Protestantismo y Catolicismo y era conservado de forma separada. En otros códices posteriores al siglo IV ya se le incluye.
Algunas ediciones de la Biblia, como la Reina-Valera y otras, han puesto corchetes con nota a pie de página explicando la situación referida al relato. La Biblia Latinoamericana ha colocado igualmente una explicación detallada de la situación. Esto muestra la refinación del texto bíblico, descubriéndose y suprimiéndose u aclarándose "añadiduras" a partir de las investigaciones de historiadores y expertos sobre el tema.

## Historia
Las copias más antiguas del Nuevo Testamento completo son este Códice Sinaítico y el Códice Alejandrino de los siglos IV y V. El primero se considera anterior al año 397 en que tuvo lugar el Tercer Concilio de Cartago, que definió un canon del Nuevo Testamento. Actualmente se conocen numerosos papiros griegos del Nuevo Testamento que se preservaron en las arenas secas de Egipto. Los más antiguos probablemente hayan sido copiados alrededor del año 200.

### Descubrimiento

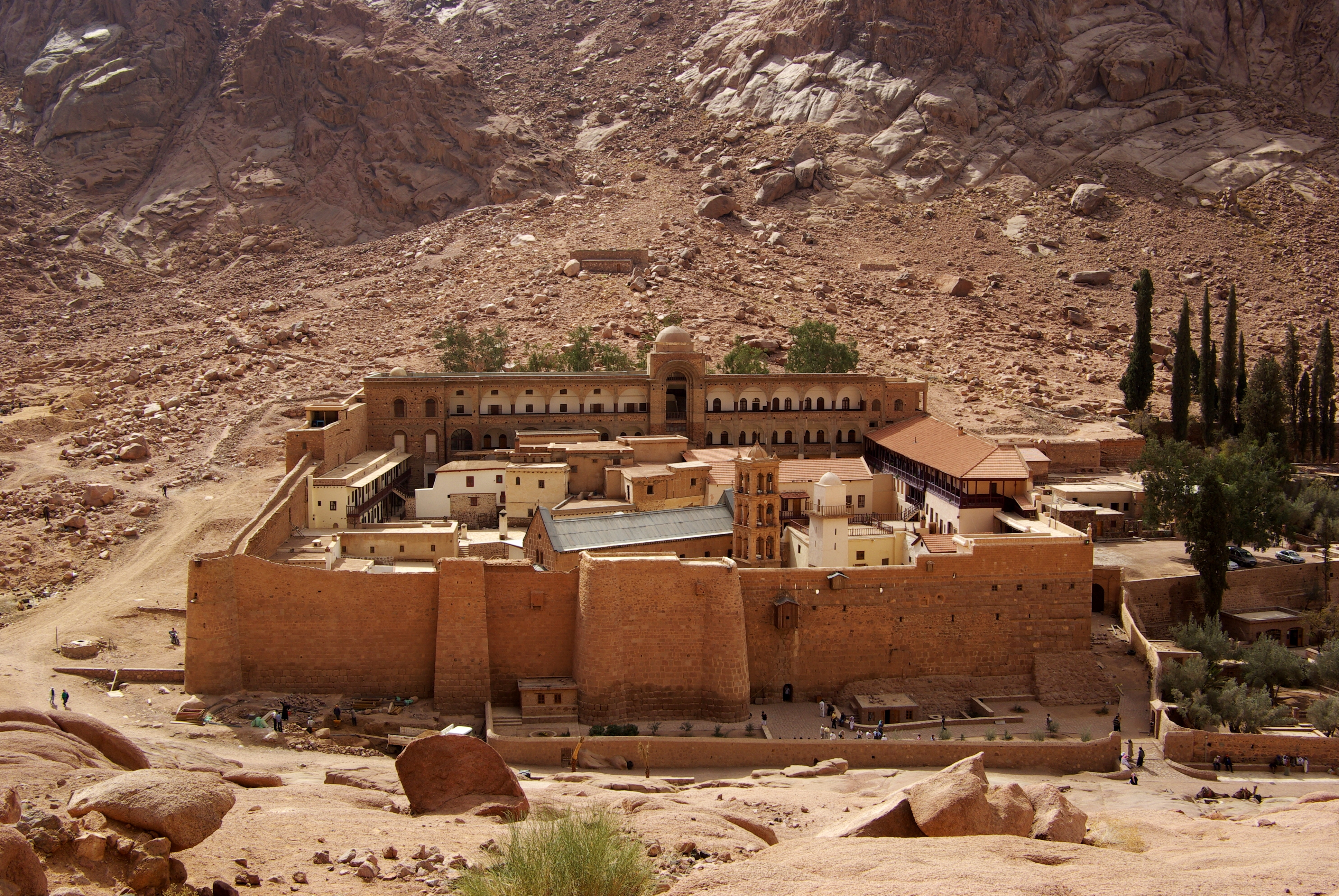
Monasterio de Santa Catalina.

Durante el primer viaje de Konstantin von Tischendorf en 1844 al Monasterio de Santa Catalina, al pie del Monte Sinaí en Egipto halla 43 hojas de pergamino conteniendo partes de Jeremías, Nehemías, Crónicas y Ester, en un canasto con pedazos de manuscritos que, según relató Tischendorf, el bibliotecario le indicó «eran basura que debía ser destruida quemándola en los hornos del monasterio». Publicó las 43 hojas en 1846 en honor del partidario de su viaje, el rey Federico Augusto II de Sajonia, bajo el título de Codex Frederico-Augustanus. Describió vagamente el lugar donde se encontró este antiguo manuscrito como un «monasterio de Oriente». Las 43 hojas de pergamino del códice se conservan aún hoy en la Biblioteca Universitaria de Leipzig.
Tischendorf realiza su segunda expedición en 1853, la misma es infructuosa excepto porque no logra recuperar más que dos fragmentos del Libro del Génesis.

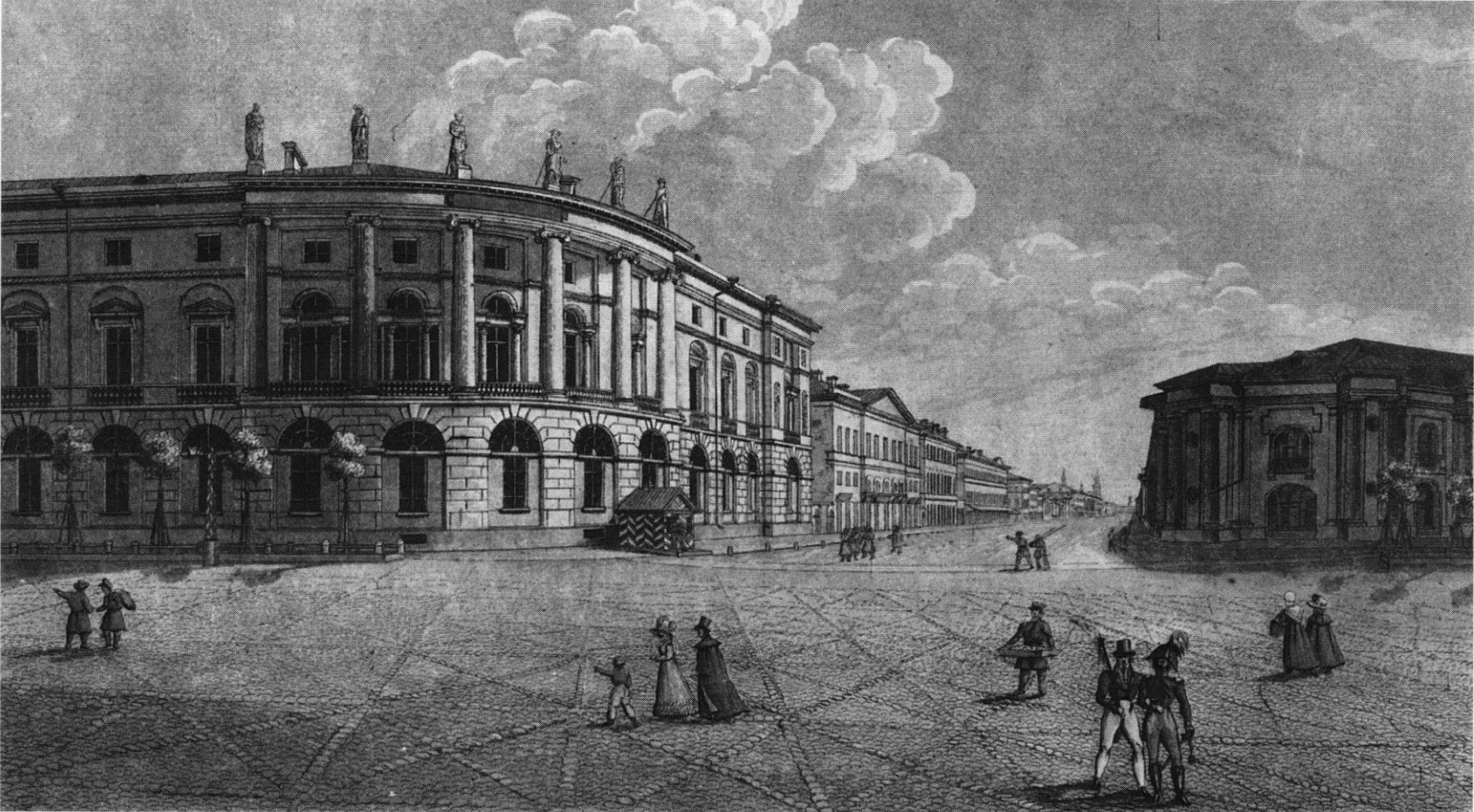
Dos terceras partes del Codex estuvieron conservadas en la Biblioteca Nacional Rusa desde 1859 hasta 1933.

El Codex Sinaiticus le fue mostrado a Konstantin von Tischendorf en 1859 durante su tercer visita al Monasterio de Santa Catalina, al pie del Monte Sinaí en Egipto. Tischendorf había sido enviado por el zar Alejandro II de Rusia en busca de manuscritos, quién estaba convencido de que aún debía haber documentos esperando ser encontrados en el monasterio del Sinaí.
El texto del Codex Sinaiticus fue publicado por primera vez por Tischendorf en 1862, con motivo del milenario de la monarquía rusa, en una magnífica edición de cuatro volúmenes financiada por el gobierno ruso bajo el título: Bibliorum codex Sinaiticus Petropolitanus. El 10 de noviembre de 1862, Tischendorf presentó su obra al zar y a la pareja zarista en una audiencia formal en Tsárskoye Selo. También entregó al zar el original del códice, que había conservado hasta entonces en su piso de Leipzig. Durante los siete años siguientes, el códice estuvo guardado en el Ministerio de Asuntos Exteriores de San Petersburgo. Del 13 al 25 de noviembre de 1869, el arzobispo del Sinaí, Kallistratos, y la synaxis (asamblea) de la filial de El Cairo firmaron la escritura formal de donación, y posteriormente, del 18 al 30 de noviembre, el arzobispo Kallistratos y las synaxis tanto de la filial de El Cairo como del monasterio de Santa Catalina firmaron otra escritura de donación.
Por décadas, el codex estuvo guardado en la Biblioteca Nacional Rusa. En 1933, la Unión Soviética le vendió el codex a la Biblioteca Británica en la suma de 100.000 libras.
El 26 de mayo de 1975, durante tareas de restauración, descubrió Sophronios del monasterio de Santa Catalina un cuarto debajo de la capilla de San Jorge que contenía muchos trozos de pergamino. Entre estos trozos se encontraban doce páginas faltantes del Antiguo Testamento Sinaiticus.
El 1 de septiembre de 2009, el investigador griego Nikolas Sarris descubrió un fragmento no conocido del Codex en la biblioteca del monasterio de Santa Catalina. Corresponde al inicio del Libro de Josué. En la presentación oficial de su hallazgo Nikolas Sarris y Hieromonachos Justino del Sinaí dijeron que el fragmento pertenecía al Codex Sinaiticus sólo como posibilidad y se refirieron alternativamente a los fragmentos de la Septuaginta de la biblioteca del monasterio de Santa Catalina publicados por Heinrich Brugsch en 1875.

## Ubicación actual

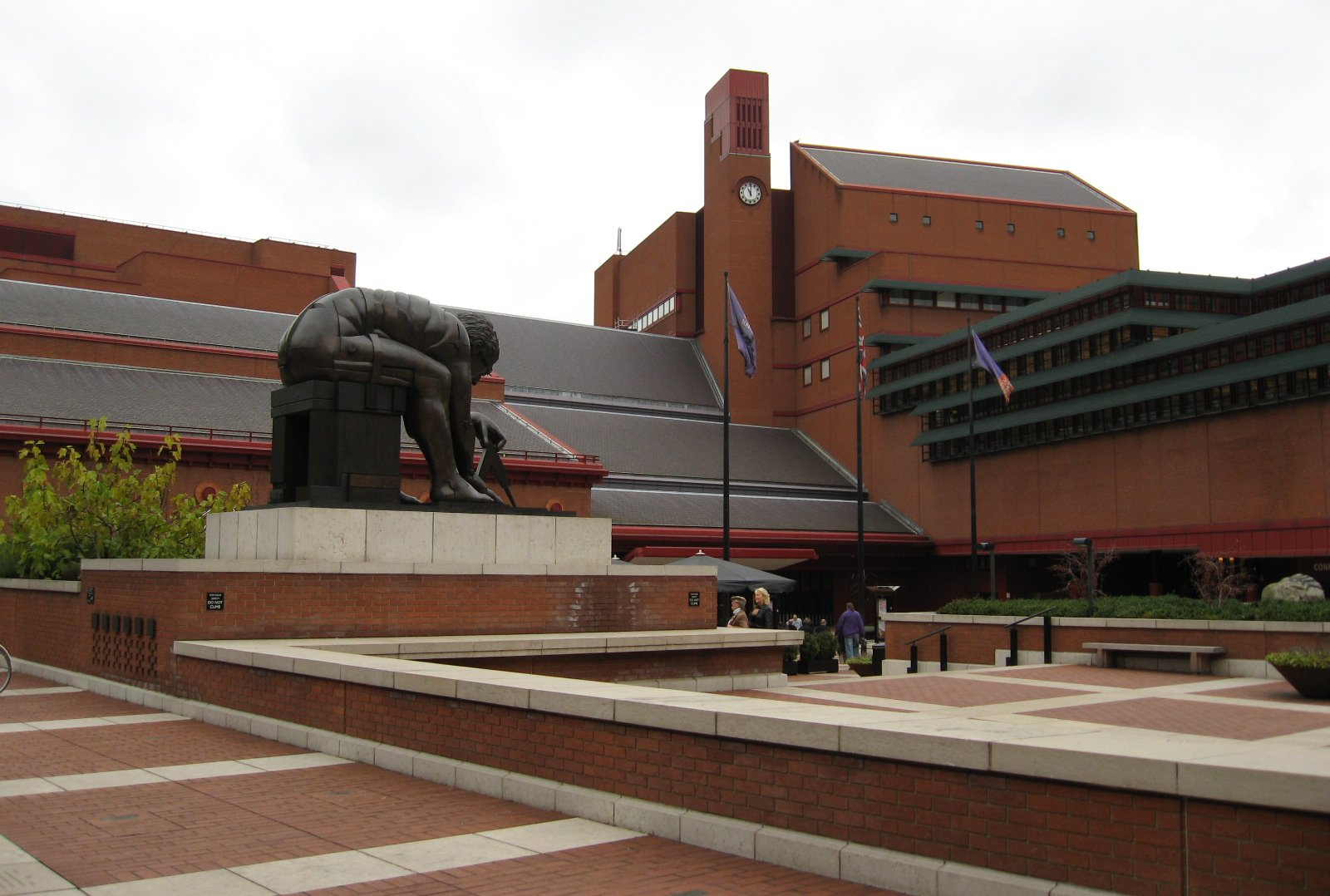
Biblioteca Británica.

El codex se encuentra dividido en cuatro trozos desiguales: 347 hojas en la Biblioteca Británica en Londres, 12 hojas y 14 fragmentos en el Monasterio Santa Catalina del Sinaí, 43 hojas en la Biblioteca de la Universidad de Leipzig, y fragmentos de 3 hojas en la Biblioteca Nacional Rusa de San Petersburgo.

### Archivos en línea
Durante junio del 2005, se anunció el lanzamiento de un proyecto para producir una nueva edición digital del manuscrito, que cuenta con la colaboración de las cuatro bibliotecas. Este proyecto contempla el uso de tecnología de imágenes digitales e hiperespectrales que permitirá buscar posibles textos ocultos en los pergaminos producto de correcciones o texto perdido por la acción del paso del tiempo. Estas tareas se realizan en cooperación con la Biblioteca Británica. 
Un equipo de la Universidad de Birmingham y de la Universidad de Münster había realizado la transcripción electrónica. Dos transcriptores realizaron dos transcripciones iniciales de cada libro a partir de las nuevas imágenes digitales. A continuación, estas dos transcripciones se compararon automáticamente mediante un programa informático.  A continuación, se cotejó la lista de diferencias con las imágenes y se elaboró una versión final definitiva.
Finalmente en mayo de 2008 se publicaron 43 páginas digitalizadas, y todo el códice está en línea desde julio de 2009. El proyecto está financiado por diversas instituciones, entre ellas el Consejo de Investigación de Artes y Humanidades, la Fundación Alemana de Investigación y la Fundación Stavros S. Niarchos. Además de los socios mencionados, han contribuido al proyecto el Institute for Textual Scholarship and Electronic Editing (ISEE), la Universidad de Birmingham, el Instituto de Investigación Textual del Nuevo Testamento de la Universidad Westphalian Wilhelms de Münster, el Centro de Digitalización de la Biblioteca Estatal y Universitaria de Gotinga, la Sociedad de Literatura Bíblica (Atlanta) y numerosos particulares.